# Station Bardo Śląskie
Station Bardo Śląskie is een spoorwegstation in de Poolse plaats Bardo.